# Daniella Pineda
Daniella Pineda (sinh ngày 20/2/1987) là nữ diễn viên người Mỹ. Cô nổi tiếng với vai phù thủy Sophie Deveraux trong phim truyền hình siêu nhiên The Originals. Cô cũng xuất hiện trong Jurassic World: Fallen Kingdom và phiên bản người đóng của loạt phim hoạt hình Cowboy Bebop.

## Thời thơ ấu
Sinh ra và lớn lên ở Oakland, California, Mỹ, Pineda là người gốc Mexico. Cô tốt nghiệp Đại học Mills, khoa Xã hội học và Báo chí - phát thanh.

## Sự nghiệp
Năm 2013, Pineda vào vai phù thủy Sophie trong sê-ri phim The Originals. Cô sau đó cũng tham gia trong các phim American Odyssey và The Detour.
Năm 2018, cô góp mặt trong Jurassic World: Fallen Kingdom, vai Zia Rodriguez. Năm 2022, cô tiếp tục giữ vai này trong phần tiếp theo Jurassic World Dominion. Tháng 4 năm 2019, Pineda vào vai Faye Valentine trong bản người đóng của sê-ri hoạt hình Cowboy Bebop.
Tháng 8 năm 2021, Pineda được tuyển cho phim The Plane, với Gerard Butler thủ vai chính.

## Danh sách phim

### Điện ảnh
| Năm  | Tên                             | Vai           | Ct     |
| ---- | ------------------------------- | ------------- | ------ |
| 2011 | Newlyweds                       | Vanessa       |        |
| 2012 | The Fitzgerald Family Christmas | Abbie         |        |
| 2015 | Sleeping with Other People      | Danica        |        |
| 2017 | Mr. Roosevelt                   | Jen Morales   |        |
| 2017 | Before/During/After             |               |        |
| 2018 | Jurassic World: Fallen Kingdom  | Zia Rodriguez | [ 10 ] |
| 2019 | Mercy Black                     | Marina Hess   |        |
| 2022 | Jurassic World Dominion         | Zia Rodriguez |        |
| TBA  | The Plane                       | Bonnie        |        |